# Santa Ana (La Paz)
Santa Ana è un comune dell'Honduras facente parte del dipartimento di La Paz.
Il comune risulta come entità autonoma già nella divisione amministrativa del 1896 con la denominazione "Santa Ana de Cacauterique".